# 艾比湖
44°53′N 83°00′E / 44.883°N 83.000°E
艾比湖位于中国新疆博尔塔拉州精河县境内，邻近中华人民共和国和哈萨克斯坦边境，是新疆面积最大的咸水湖。该湖地处准噶尔盆地西南部，是博尔塔拉河、精河、奎屯河等多条内流河的汇聚中心。海拔189米，为准噶尔盆地最低点。
艾比湖畔是由胡杨林、梭梭林构成的原始生态区，有马鹿、黄羊、野兔和野鸭等野生动物本息，2007年4月6日，国务院批准艾比湖湿地列为国家级自然保护区。通过保护，到2018年10月份艾比湖已经恢复到805平方公里。 
。

## 水文
艾比湖集水面积50621.0km2，补给系数97.0。湖水主要依赖地表径流补给，主要入湖河流有奎屯河、四棵树河、精河、阿卡尔河、大河沿子河、博尔塔拉河等23条河流，河流年总径流量37.46×108m3，其中5.6×108m3入湖，而31.86×108m3被引入灌区、渗漏地下和消耗于地面蒸发与植物蒸腾。
历史上，艾比湖水面面积曾超过1200平方千米，年入湖水量达12亿立方米。但近半个世纪以来，由于农田灌溉大量需水，湖滨地区沙漠化程度加剧，再加上处于风力极强的阿拉山口的下风向，艾比湖成为中国沙尘暴主要策源地之一。入不敷出，湖泊萎缩，1987年水面萎缩至499平方公里。2009年水面805平方千米以下
，平均水深1.4米，最深处仅为3米。随着水量的减少，湖水的矿化度现已达到75～90克/升，不适合鱼类的生存。但在汇入艾比湖的博尔塔拉河等淡水河中分布有裸黄瓜鱼等鱼类。

## 氣候
湖区属中温带大陆性干旱气候，年均气温7.8℃，1月平均气温-16.0℃，极端最低气温-36.4℃（1955年1月3日）；7月平均气温25.0℃，极端最高气温41.3℃（1987年7月31日）；多年平均无霜期190d，日照时数2 722.6h；降水量90.9mm，最大年降水量163.9mm（1958年），最小年降水量28.5mm（1957年）；蒸发量1 662mm。湖盆西北部为阿拉山口，全年大风日数164d，最多185d，最大风速55.0m/s。

## 生態
艾比湖干缩导致的地下水位下降，使该流域周边地区荒漠化大大加快，荒漠化速度已高达每年38平方公里。大风从艾比湖底卷起的沙尘和盐尘每年高达480万吨，进入上个世纪九十年代以来，位于艾比湖旁的精河县浮尘天气平均达到112天，是六十年代的9倍，每年降尘达每平方公里289吨。数百公里以外的乌鲁木齐地区也受到风沙侵害。精河县在过去的十年中，被沙化、碱化的草场占全县可利用草场面积的70.2%；给当地农牧业造成巨大损失。不仅如此，大风卷起的盐尘降在输电线路上，造成年平均大面积停电近30次，仅精河县，每年因风沙灾害造成的直接经济损失就超过5000万元，间接损失达数亿元。由于风蚀路基，沙埋路面，已迫使艾比湖附近的312国道三次改道，沿艾比湖西畔通过的140公里鐵路也经常因流沙埋压铁軌而中断运行。
艾比湖生态环境恶化的主要原因是水资源可利用总量的供需矛盾引起的。专家分析说，20世纪50年代至70年代，由于人口增加和大规模水土开发，使艾比湖流域的主要河流奎屯河、四棵树河、古尔图河被拦截断流，精河、博尔塔拉河入湖量减少。艾比湖仅靠精河、博尔塔拉河每年补给的6亿立方米地表水只能维持湖面在500平方公里左右。博州水资源可利用总量20亿立方米，其中工农业及城市用水总量13亿立方米，补给艾比湖最多只有7亿立方米。据测算，维持艾比湖湖面和湿地现状每年共需水量至少在8亿立方米以上。
艾比湖平均水深仅1.4米，每增减1亿立方米入湖水量，湖面即增缩80平方公里。为了维持艾比湖现有湖水水面，博州每年节水2000多万立方米，保证每年6亿立方米入湖补给水量。但随着社会经济的进一步发展，博州水资源将日益紧缺。据初步测算，要对干涸的湖底进行注水全覆盖，必须在现有补给量的基础上再增水10亿立方米。2004年起在博尔塔拉河上游人工增水作业区。在每年冬季（12月至次年3月）和夏季（6月至8月），用火箭、高炮发射催雨弹，增加降水，补给入湖水量。通过保护，到2018年10月份艾比湖已经恢复到805平方公里。 
。

## 資源
艾比湖是一个资源蕴藏丰富的湖泊。湖区中有丰富的盐、芒硝、硫酸镁、硼、溴、碘等非金属矿藏。钠盐储量有1．25亿吨，钾盐为200多万吨，芒硝9700万吨，硫酸镁1亿吨以上。湖表卤水密度1.079，pH值8.49，矿化度112.4g/L；晶间卤水密度1.237，pH值6.91，矿化度377.73g/L，属中、新生代构造断陷形成的硫酸钠亚型盐湖。盐类矿床主要是石盐、芒硝。其中石盐主要以小盐湖或盐滩形式分布在湖南、东南部湖滩，沙泉子盐滩最大，长10.0km，宽1.0km，面积10.0~15.0km2，平均厚0.35m，以石盐为主，伴生芒硝、无水芒硝、石膏和镁盐等。芒硝主要分布在湖北、南部，其中北部原生芒硝沉积带，长10.0km，宽1.0m，层厚0.05~0.10m，白色球粒状，质地纯净；南部湖滩地带有次生芒硝沉积，面积不大，但盐层集中，质量好，利于小规模开采。储量石盐1.25×108t，KCl200×104t，硫酸钠700×104t，硫酸镁1.07×108t，B6×104t，Br2×104t，I400×104t。早在清光绪二十八年，即1902年，清政府就以“官督商办”的体制，在这里开办盐业；民国年间，这里的盐业也十分兴旺。50年代后，艾比湖的盐业发展突飞猛进。总晒场面积达到201．31公顷；能源、通讯、交通设施完备；提水、抽卤、积盐、运输，已实现了动力化、机械化。建有艾比湖盐化总厂，生产原盐、粉精盐、加碘盐和水氯镁石等系列产品。年生产能力为：原盐5万吨，粉洗加碘精盐1．5万吨，产硭硝3万吨，氯化镁1000吨。盐业已成为精河县国民经济的支柱产业。在生物资源中，首屈一指的要属鱼、虾、蟹的良好活饵料卤虫。艾比湖的卤虫资源量在全国100多个盐湖中，名列榜首。虫体的年存量在4000吨左右；纯净干燥卵的年存量有200吨到400吨左右。精河县与科研、生产单位联合开发卤虫产业。2000年实现产值1400万元人民币。